# Joseph de Salm-Reifferscheidt-Dyck
Joseph Maria Franz Anton Hubert Ignaz de Salm-Reifferscheidt-Dyck, comte puis prince (1816) de Salm-Dyck, né le 4 septembre 1773 au château de Dyck bei Neuss près de Neuss et mort le 21 mars 1861 à Nice, est un botaniste et un artiste prussien.

## Biographie
« Fils de François-Jean-Guillaume de Salm-Dyck et d'Augusta de Fruchse-Zeil, Wurzack et Fiedberg, conjoint », Joseph, comte de Salm-Dyck et du Saint-Empire, était chef d'une des branches de la maison de Salm.
Passionné de botanique, ami de Jussieu, de Redouté et d'Alexander von Humboldt, il s'intéresse particulièrement aux plantes succulentes. À partir de 1800, il fait construire des serres dans son château de Dyck, où il rassemble l'une des plus belles collections de l'époque.
Ses états furent réunis à la France par le traité de Lunéville en 1802, et il reçut en échange de sa seigneurie de Dick une pension de 28 000 florins.
Président de l'assemblée cantonale d'Essen, il était divorcé de la comtesse de Hatzfeld lorsqu'il épousa en secondes noces, en 1803, la poétesse Constance de Théis (1767-1845). Ils n'eurent pas de descendance.
Chancelier de la 4e cohorte de la Légion d'honneur, il fut élu, le 2 fructidor an XII, par le Sénat conservateur, député du département de la Roer au Corps législatif. Il en sortit en 1809. Nommé capitaine de louveterie dans la 28e conservation des eaux et forêts le 6 thermidor an XIII, il fut en outre créé chevalier de l'Empire le 3 juin 1808, et comte le 24 février 1809.
Devenus des personnages importants sous l'Empire, les Salm s'installent à l’hôtel de Ségur, 97 rue du Bac à Paris, où ils reçoivent une société mélangée mais brillante.
En 1816, en raison des services rendus par lui aux alliés, le roi de Prusse lui accorde le titre de prince de Salm.
Le prince de Salm-Dyck s'occupe alors beaucoup d'horticulture et de botanique, fonde à Dyck un jardin des plantes et appartient à plusieurs sociétés savantes. Il publie de nombreux ouvrages de botanique, notamment Catalogue raisonné des espèces et variétés d'aloès (1817), Observations botaniques (1820), Monographia generum aloes et mesembryanthemi, iconibus illustrata (1835) et Cacteae in Horto Dickensi cultae (1850).
Après sa mort, sa collection lui survit en partie, jusqu'à ce que la Première Guerre mondiale, entraînant l'arrêt du chauffage des serres, ne lui porte un coup fatal.